# Splot Dirichleta
Splot Dirichleta – dla funkcji arytmetycznych f i g jest to funkcja określona wzorem
{\displaystyle (f*g)(n)=\sum _{d|n}f(d)g(n/d),}
gdzie suma rozciąga się po wszystkich dodatnich dzielnikach d liczby n.

## Własności algebraiczne
(1) Zbiór funkcji arytmetycznych ze zwykłym dodawaniem i splotem Dirichleta jako mnożeniem tworzy pierścień przemienny z jednością określoną jako
{\displaystyle \varepsilon (n)={\begin{cases}1,&{\text{gdy}}\ n=1\\0,&{\text{gdy}}\ n\neq 1.\end{cases}}}
(2) Zbiór funkcji multiplikatywnych tworzy grupę ze splotem Dirichleta jako działaniem grupowym. Oznacza to, że splot funkcji multiplikatywnych jest funkcją multiplikatywną, splot Dirichleta jest działaniem łącznym oraz dla każdej funkcji multiplikatywnej f istnieje taka funkcja multiplikatywna g, że f * g = ε, gdzie ε oznacza element neutralny.